# Podwójna twarz
Podwójna twarz – jedyny album studyjny nagrany przez Krzysztofa Cugowskiego i grupę rockową Cross. 
Został zarejestrowany listopadzie 1981 roku w studiu Polskich Nagrań w Warszawie z wyjątkiem utworów Okna zamknięte na głucho i Po zmęczonych schodach w dół, które zostały zarejestrowane w maju 1982 roku w Polskim Radiu w Warszawie i dołączone do listy utworów zawartych na longplayu.
Stało się tak z niejasnych już dziś przyczyn, ponieważ członkowie zespołu nie byli do końca zadowoleni z realizacji nagrań, która nie była najlepsza, lecz być może planowali dokończyć sesję w późniejszym terminie, co nigdy nie doszło do skutku. 
Ponadto przed majową, warszawską sesją radiową, formacja nagrała w Polskim Radiu Wrocław nowe wersje kilku utworów, które zostały zarejestrowane wcześniej w Polskich Nagraniach.
Stan wojenny pokrzyżował plany nagraniowe, wydawnicze oraz koncertowe grupy i ostatecznie longplay został wydany dopiero w 1984 roku przez wytwórnię Pronit, już po zakończeniu działalności Crossu.
Autorami kompozycji byli Krzysztof Cugowski, Krzysztof Mandziara i Romuald Lipko, zaś autorami tekstów byli: Magdalena Wojtaszewska i Adam Sikorski.
W 1993 roku album Podwójna twarz doczekał się pierwszej reedycji na płycie kompaktowej, która ukazała się nakładem TA Music w zmienionej szacie graficznej. Materiał źródłowy wydania TA Music – AATZ 0015 pochodzi z digitalizacji płyty winylowej oraz ma zamienioną stereofonię. Taki sam zestaw znajduje się na kasecie magnetofonowej, wydanej przez firmę New Abra w tym samym roku. 
24 marca 2023 roku będzie miała miejsce premiera kolejnej reedycji krążka, która ukaże się nakładem wydawnictwa GAD Records.

## Lista utworów[5]
Strona A
1. „Zanim obcy ktoś” (muz. Krzysztof Cugowski, Krzysztof Mandziara – sł. Magdalena Wojtaszewska) – 4:01
2. „Okna zamknięte na głucho” (muz. Krzysztof Cugowski, Krzysztof Mandziara – sł. Magdalena Wojtaszewska) – 3:51
3. „Ciągle po omacku” (muz. Krzysztof Cugowski, Romuald Lipko – sł. Magdalena Wojtaszewska) – 3:48
4. „Wielki kpiarz” (muz. Krzysztof Cugowski, Romuald Lipko – sł. Magdalena Wojtaszewska) – 4:07
5. „Pulsujący bar” (muz. Krzysztof Cugowski, Romuald Lipko – sł. Adam Sikorski) – 4:19

Strona B
1. „Zamiast kołysanki” (muz. Krzysztof Cugowski, Romuald Lipko – sł. Adam Sikorski) – 5:11
2. „Po zmęczonych schodach w dół” (muz. Krzysztof Cugowski, Krzysztof Mandziara – sł. Magdalena Wojtaszewska) – 4:24
3. „Zostać w tobie” (muz. Romuald Lipko, Krzysztof Cugowski – sł. Magdalena Wojtaszewska) – 5:30
4. „Kiedy już pójdziesz do domu” (muz. Krzysztof Mandziara, Krzysztof Cugowski – sł. Adam Sikorski) – 4:55

Bonusy na reedycji kompaktowej, wydawnictwa TA Music i na kacecie magnetofonowej, wydanej nakładem firmy New Abra
1. Krzysztof Cugowski & Cross – „Zjawy” (pełny tytuł Zjawy nie dają mi spać) (muz. Roman Tarnawski – sł. Magdalena Wojtaszewska)[3][7]; nagranie radiowe zarejestrowane w grudniu 1982 roku w Polskim Radio Warszawa[1][4] – 3:48
2. (11.) Krzysztof Cugowski – „Drugi film” (muz. Krzysztof Cugowski, Marek Stefankiewicz – sł. Janusz Kondratowicz); utwór pochodzi z albumu Wokół cisza trwa – 5:03
3. (12.) Krzysztof Cugowski – „Kręci mi się w głowie” (muz. Krzysztof Cugowski, Leszek Paszko – sł. Bogdan Olewicz); utwór pochodzi z albumu Wokół cisza trwa – 4:00

Bonusy na reedycji kompaktowej wydawnictwa GAD Records
1. (10.) „Zjawy” (pełny tytuł Zjawy nie dają mi spać) (muz. Roman Tarnawski – sł. Magdalena Wojtaszewska) – 3:50[6][7]
2. (11.) „Wolę być sam” (muz. Ireneusz Nowacki – Magdalena Wojtaszewska) – 2:48[8]
3. (12.) „Trzeci peron” (muz. Ireneusz Nowacki – sł. Magdalena Wojtaszewska) – 3:52[9]

- Nagrania radiowe zarejestrowane w dn. 3-6 grudnia 1982 roku w Polskim Radio Warszawa[4]

## Skład zespołu[1][2]
- Krzysztof Cugowski – śpiew
- Krzysztof Mandziara – gitara
- Roman Tarnawski – gitara basowa
- Ireneusz Nowacki – perkusja
- Wojciech Jaworski – fortepian (gościnnie)

## Opracowanie[1][2]
- P. Golusik – foto
- H. Golusik – projekt graficzny
- Janina Słotwińska – operator dźwięku
- Zofia Gajewska – reżyser nagrania

- Łukasz Hernik – producent reedycji GAD Records z 2023 roku i jej projekt graficzny
- Michał Wilczyński – współproducent reedycji GAD Records z 2023 roku
- Damian Lipiński – mastering reedycji GAD Records z 2023 roku